# Ctenuchidia virgo
Ctenuchidia virgo är en fjärilsart som beskrevs av Herrich-Schäffer 1855. Ctenuchidia virgo ingår i släktet Ctenuchidia och familjen björnspinnare. Inga underarter finns listade i Catalogue of Life.